# Ralph Hamilton
Ralph Waldo 'Chuck' Hamilton (rond 1920 – na 1966) was een Amerikaanse jazz- en r&b-contrabassist.

## Biografie
Hamilton, afkomstig uit Texas, werkte vanaf de tweede helft van de jaren 1940 in Los Angeles o.a. met Lillette Thomas and Her Boys, Monte Easter, Sylvester Mike, Micky Cooper, Al Hibbler (met de Harry Carney All Stars), Maxwell Davis en Lowell Fulson, Pete Johnson en Jay McShann. Hij begeleidde ook blues- en r&b-vocalisten zoals Donna Hightower, Dolly Cooper, Smokey Hogg (Keep A-walkin'), Ray Charles (Blues Before Sunrise) tot de jaren 1960 (meestal in het Maxwell Davis Orchestra), Big Joe Turner, Jimmy Witherspoon en Elmore James. In 1949 scoorde Webb een #1 hit in de Billboard r&b-hitlijsten als lid van het Red Miller Trio met Bewildered. De discograaf Tom Lord noemt zijn deelname aan 63 opnamesessies tussen 1945 en 1954. Als studiomuzikant heeft hij gedurende zijn hele carrière gewerkt met The Coasters (Riot in Cell Block #9), Percy Mayfield, Amos Milburn, Clarence Gatemouth Brown, Little Richard en B.B. King.

## Overlijden
Ralph Hamilton overleed na 1966 op ca. 46-jarige leeftijd.
- International Standard Name Identifier: 0000 0003 8430 0811
- Library of Congress Control Number: n83148850
- MusicBrainz: c3260ded-4ded-4c82-9444-e43cf54a9a03
- Virtual International Authority File: 274811407
- WorldCat: E39PBJyWT8KfYRyRJC9Y8fX68C